# Ana Julia Duque Heckner
Ana Julia Duque Hencker, in religione Maria Berenice (Salamina, 14 agosto 1898 – Medellín, 25 luglio 1993), è stata una religiosa colombiana, fondatrice della congregazione delle Piccole suore dell'Annunciazione.

## Biografia
Abbracciò la vita religiosa tra le domenicane della Presentazione della Santa Vergine di Tours: iniziò il noviziato a Bogotà il 20 dicembre 1917, fu rivestita dell'abito religioso il 26 luglio 1918 ed emise i voti il 21 novembre 1919.
Fu maestra delle novizie e insegnante in vari collegi dell'istituto e fu autrice di un Catechismo mariano.
Da maestra delle novizie, ritenne che la scelta delle postulanti fosse condizionata dalla loro etnia ed estrazione sociale; maturò quindi l'idea di istituire una nuova congregazione aperta a tutti e il 14 maggio 1943 iniziò la fondazione delle Piccole suore dell'Annunciazione.
Inizialmente continuò ad appartenere alle domenicane della Presentazione, ma il 23 ottobre 1954 prese l'abito delle Piccole Suore dell'Annunciazione ed emise la sua professione perpetua. Per le religiose della sua congregazione scrisse le costituzioni, il direttorio e lo Espíritu de la Anunciación.
Il 10 dicembre 1967 lasciò il governo dell'istituto a madre Carmen de la Eucaristia e la Santa Sede la dichiarò fondatrice emerita. Si stabilì prima presso la comunità di Madrid e poi presso quella di Amaguaña, in Ecuador.
Morì a Medellín nel 1993.

## Culto
L'inichiesta diocesana in vista del processo di beatificazione della Duque Heckner si aprì a Medellín il 23 marzo 2002. Il 12 febbraio 2019 papa Francesco ha autorizzato la promulgazione del decreto sull'eroicità delle virtù della religiosa, riconoscendole il titolo di venerabile.
Alla sua intercessione è stata attribuita la guarigione, ritenuta miracolosa dalla Congregazione delle cause dei santi, del diciassettenne Sebastián Vásquez Sierra, affetto da pandisautonomia acuta e progressiva con insufficienza multiorgano e severa compromissione delle capacità motorie, avvenuta il 12 aprile 2004 a Medellín.
Il 13 ottobre 2021 papa Francesco ha autorizzato la promulgazione del decreto riguardante il miracolo, approvandone la beatificazione.
Il rito di beatificazione, presieduto dal cardinale Marcello Semeraro, è stato celebrato il 29 ottobre 2022 nella cattedrale di Medellín.